# Романенко Роман Юрійович
Роман Юрійович Романенко (нар. 9 серпня 1971 року) - російський космонавт, полковник Збройних Сил Російської Федерації (2009), Герой Російської Федерації (2010). Депутат Державної Думи VI та VII скликань, член фракції «Єдина Росія», член комітету Держдуми з оборони, співучасник злочинів проти України та її громадян.

## Біографія
Народився в сім'ї двічі Героя Радянського Союзу космонавта Юрія Романенка. Дружина Юлія Леонідівна (1971 року народження), економіст-бухгалтер, двоє дітей: син Максим (1994) та дочка Анастасія (2003).
Закінчив у 1988 році Ленінградське, нині Санкт-Петербурзьке суворовське військове училище, у 1992 році закінчив Чернігівське вище військове авіаційне училище льотчиків. З 16 січня 1998 по 26 листопада 1999 проходив загальнокосмічну підготовку. 1 грудня 1999 року зарахований до загону космонавтів, присвоєно кваліфікацію космонавта-випробувача. Проходив службу в Центрі підготовки космонавтів імені Ю. А. Гагаріна, після його передачі з Міністерства оборони у серпні 2009 року (під час свого перебування у космосі) переведений до новоствореного ФДБУ ЦПК.

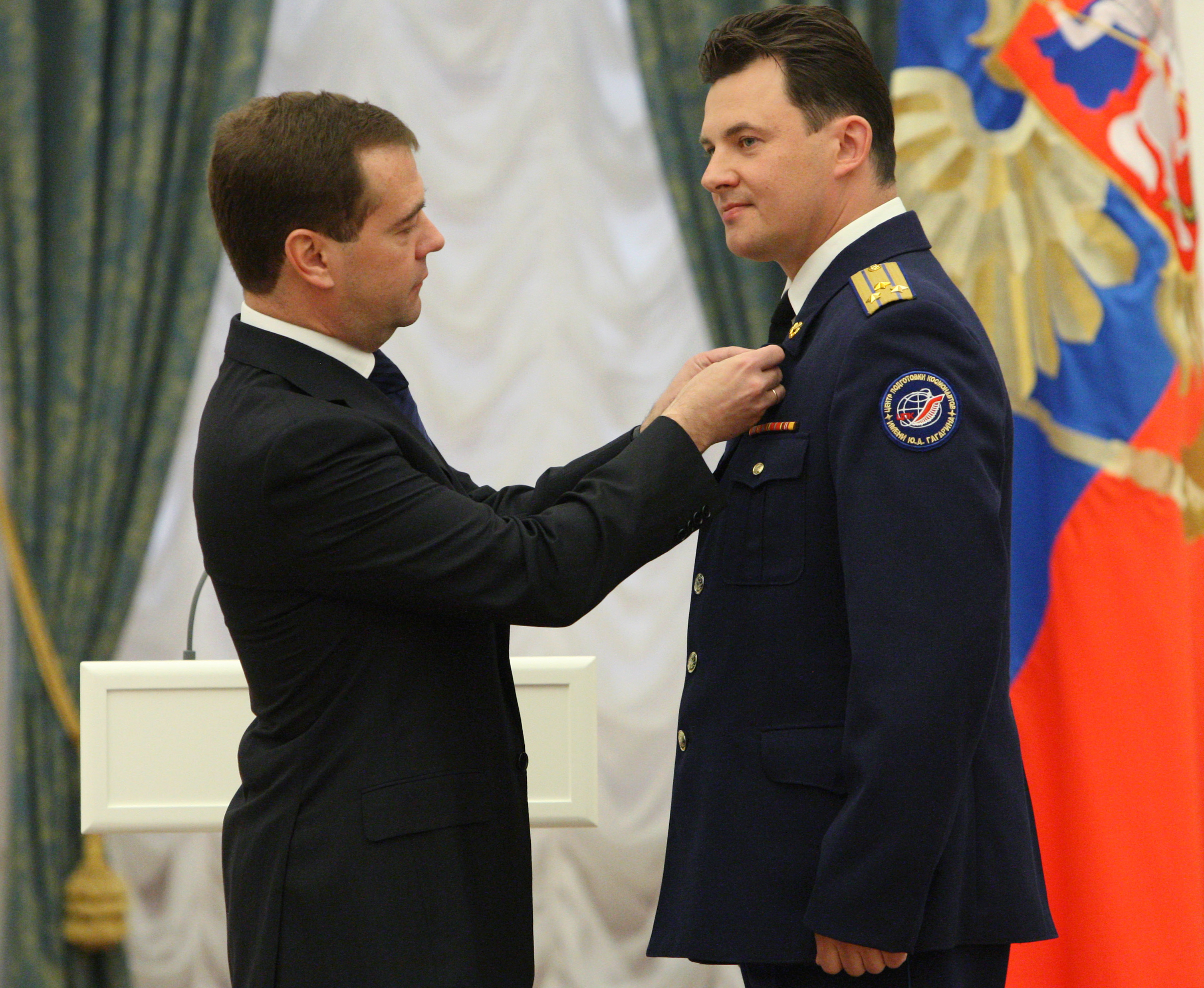
Вручення Золотої Зірки Героя Росії.
Москва, Кремль. 6 травня 2010 року

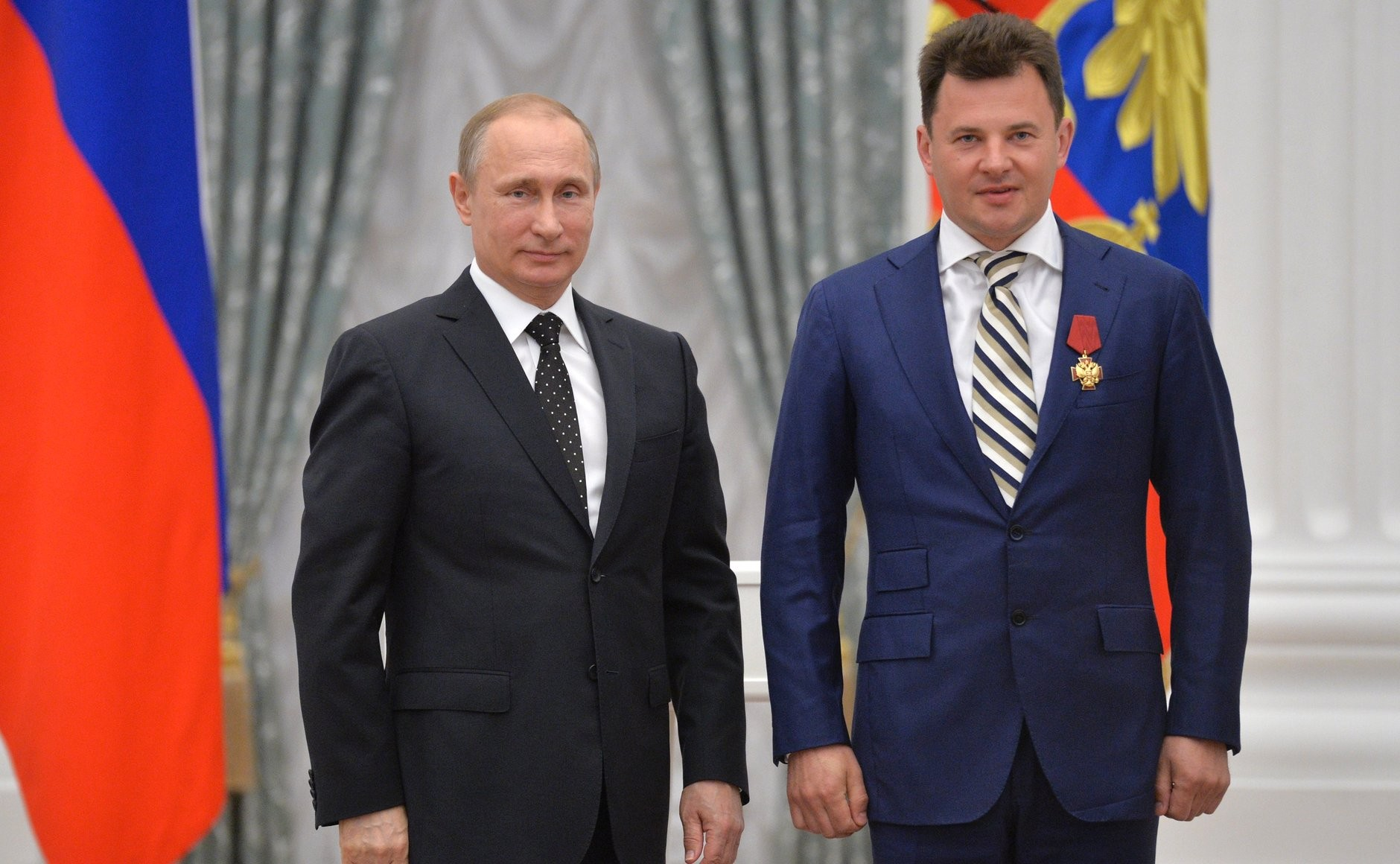
Нагородження орденом «За заслуги перед Батьківщиною» IV ступеня.
Москва, Кремль, 21 травня 2015 року

За час служби освоїв літаки L-39, Ту-134, має загальний наліт близько 800 годин. Кваліфікований як військовий льотчик 3-го класу.
Тричі входив у дублюючі екіпажі: МКС-9, МКС-11 та МКС-15. Нарешті в липні 2008 року був призначений до основного екіпажу 20-ї експедиції на МКС командиром корабля «Союз ТМА-15», на якому 27 травня 2009 року він разом з рештою членів екіпажу вирушив на МКС. Повернувся на Землю 1 грудня 2009 року. Тривалість польоту становила 187 діб 20 годин 40 хвилин 41 секунда.
19 грудня 2012 року вдруге полетів у космос як командир корабля Союз ТМА-07М. 19 квітня 2013 року здійснив вихід у відкритий космос.
Статистика 
| # | Стартовий корабель | Старт, UTC         | Експедиція                | Корабель посадки | Посадка, UTC       | Наліт                       | Виходи у відкритий космос | Час у відкритому космосі |
| - | ------------------ | ------------------ | ------------------------- | ---------------- | ------------------ | --------------------------- | ------------------------- | ------------------------ |
| 1 | Союз ТМА-15        | 27.05.2009 , 10:34 | Союз ТМА-15, МКС-20 / 21  | Союз ТМА-15      | 01.12.2009 , 07:16 | 187 діб 20 годин 41 хвилина | 0                         | 0                        |
| 2 | Союз ТМА-07М       | 19.12.2012 , 12:12 | Союз ТМА-07М, МКС-34 / 35 | Союз ТМА-07М     | 14.05.2013 , 02:30 | 145 діб 14 годин 18 хвилин  | 1                         | 06 годин 38 хвилин       |
|   |                    |                    |                           |                  |                    | 333 діб 10 годин 18 хвилин  | 1                         | 06 годин 38 хвилин       |

Наказом начальника ЦПК від 5 листопада 2014 року звільнено з посади інструктора-космонавта-випробувача. Підставою до цього стало рішення Головної медичної комісії (ГМК) від 22 квітня 2014 р. про непридатність Романенка до спецпідготовки за станом здоров'я Залишився на посаді заступника командира загону космонавтів ЦПК.
12 жовтня 2015 наказом начальника ЦПК звільнений з посади заступника командира загону космонавтів і звільнений з ЦПК у зв'язку з переходом на роботу в Державну Думу РФ VII скликання. З 14 жовтня 2015 - депутат Державної Думи РФ від партії " Єдина Росія " від Амурської області.
21 липня 2018 року в парку «Патріот» на третьому зльоті Всеросійського військово-патріотичного громадського руху «ЮНАРМІЯ» обрано начальником Головного штабу організації. Обіймав посаду до грудня 2020 року.
На виборах 2021 року балотувався та був обраний по Чертанівському виборчому округу № 210. Під час передвиборчої кампанії активно підтримували владу Москви. Входив до «команди мера Москви» Сергія Собяніна, який очолює на виборах московський список «Єдиної Росії».

## Законотворча діяльність
З 2015 по 2019 рік, протягом виконання повноважень депутата Державної Думи VI та VII скликань, виступив співавтором 26 законодавчих ініціатив та поправок до проектів федеральних законів.

## Військові звання
- лейтенант (29.08.1992);
- старший лейтенант (29.08.1994);
- капітан (29.08.1996);
- майор (29.08.1999);
- підполковник (дата не встановлена);
- полковник (30.12.2009).

## Нагороди
- 12 квітня 2010 року Президент Російської Федерації Дмитро Медведєв підписав Указ про присвоєння звання Героя Російської Федерації та почесного звання «Льотчик-космонавт Російської Федерації» космонавту-випробувачу — командиру групи загону космонавтів федеральної державної бюджетної установи «Науково-дослідний випробувальний центр підготовки космонавтів імені Ю. А. Гагаріна» Р. Ю. Романенко. Звання Роману Романенко присвоєно за мужність та героїзм, виявлені при здійсненні космічного польоту на Міжнародній космічній станції[15];
- орден «За заслуги перед Батьківщиною» IV ступеня (2015)[16];
- медаль «За заслуги в освоєнні космосу» (12 квітня 2011 року ) - за великі заслуги в галузі дослідження, освоєння та використання космічного простору, багаторічну сумлінну роботу, активну громадську діяльність[17];
- командор ордена Корони (Бельгія, 2011 рік);
- медалі Збройних Сил Російської Федерації: «За військову доблесть» І та ІІ ступеня, «За відмінність у військовій службі» І, ІІ, ІІІ ступеня, «За службу у Військово-повітряних силах», «200 років Міністерству оборони», почесний знак « 50 років космічної ери» та відзнака «За заслуги» військовослужбовців Військово-повітряних сил;
- медаль Олексія Леонова (Кемеровська область, 2015) - за скоєний у 2013 році вихід у відкритий космос;
- медаль «За визначну громадську службу» (НАСА);
- медаль "За космічний політ" (НАСА).

## Санкції
Романенко Роман голосував за постанову № 58243-8 «Про звернення Державної Думи Федеральних Зборів Російської Федерації до Президента Російської Федерації В.В. Путіна про необхідність визнання Донецької Народної Республіки та Луганської Народної Республіки», Романенко є підсанкційною особою багатьох країн світу.
23 лютого 2022 року, на тлі вторгнення Росії в Україну, занесений до списку санкцій Євросоюзу, оскільки "підтримував і проводив дії та політику, які підривають територіальну цілісність, суверенітет і незалежність України, які ще більше дестабілізують Україну".
24 березня 2022 року доданий до санкційного списку США.
7 вересня 2022 року доданий до санкційного списку України.

## Роман Романенко у художніх творах
«Тривожна вахта космонавта Сураєва» — сценарій фільму, написаний у 2010 році за мотивами блогу Максима Сураєва, який він вів під час перебування на МКС. Автор - Федір Володимирський. Головні герої - російський космонавт Максим Сураєв та американський астронавт Джеффрі Вільямс. Роман Романенко у сценарії з'являється в ролі напарника Максима Сураєва за російським сегментом МКС Романа Ромале. За сценарієм, космонавти протистоять релігійним фанатикам, які захопили Центр Управління Польотами у Х'юстоні та запустили міжконтинентальну балістичну ракету з ядерною боєголовкою, щоб розв'язати ядерну війну на Землі.
Вперше сценарій опубліковано на сайті науково-популярного журналу «Пропаганда».
Роман Романенко є одним із героїв книг Олени Де Вінне (дружини астронавта Європейського космічного агентства з Бельгії Франка Де Вінне, з яким Роман Романенко здійснив свій перший космічний політ 27 травня – 1 грудня 2009 року), «Щоденник дружини космонавта. 3, 2, 1… Поїхали!». Книга була спочатку написана автором англійською мовою, перекладена фламандською та французькою, і лише пізніше вийшла російською в авторському переказі (видавництво «Астрель»). У книзі описано життя екіпажу 20-21 експедиції МКС Романенко-Де Вінне-Тирськ під час підготовки до космічного польоту, під час польоту та після повернення.
Під час другого польоту Романа Романенка Олена Де Вінне написала дитячу книгу «Мій тато – космонавт. Правдива історія про те, як Роман Романенко та клоун Кльопа літали у космос» (видавництво «Самокат»). У ній герой передачі АБВГДейка клоун Кльопа вирушає в космос із Романом Романенком як датчик невагомості. У польоті він стає більшим, і Роман навчає його життя на борту МКС. Серія АБВГДейки, в якій Кльопа просить Романа взяти його з собою в космос, вийшла одразу після старту. Донька Романа Романенка Настя виконує у ній пісню разом із клоуном Клепою.

## Співучасник злочинів проти України та її громадян
2019 р. незаконно відвідував окуповний Крим, де розповідав «Про завдання «ЮНАРМІЇ»: "Всі діти різні, ми повинні знайти особливість кожної дитини і захопити її", - пояснив Роман Юрійович у своєму інтерв'ю.
15 лютого 2022 р. голосував за окупацію частини Донецької та Луганської областей України (т.зв. «передача президенту Володимиру Путіну звернення про визнання незалежності ДНР та ЛНР»). Центром «Миротворець» названий російським окупантом, який здійснив замах на суверенітет та територіальну цілісність України і є співучасником злочинів проти України та її громадян.